# 高保寅
高保寅（?—?），字齐巽。中國五代十國時代人物，南平文献王高从诲的儿子。贞懿王高保融的弟弟，高保勖的哥哥。
后晋天福七年（942年），以荫授太子舍人，赐绯，累加检校司空。兄高保融袭封南平王，奏署高保寅节院使，赐金紫。宋朝建立，高保勖袭封，遣高保寅入觐开封府，宋太祖召对便殿，授他为掌书记遣还。高保寅对高保勖说：“真主出世，天将混一区宇，兄宜首率诸国奉土归朝，无为他人取富贵资。”高保勖不听。宋军讨武陵的武平节度使，道出荆南，高保寅奉牛酒犒军。宋太祖嘉赏，驿召赴阙，授他为将作监，充内作坊使，赐第一区。荆南献土之后高保寅知宿州。乾德四年（966年），高保寅丁外艰，起复，转少府监。开宝五年（972年），高保寅知怀州，历司农卿、卫尉卿。怀州隶属于河阳军，当时赵普为河阳节度使，与高保寅有矛盾，事情多抑制，高保寅内心不平，手疏请罢支郡之制，宋太宗下诏同意。高保寅为西川诸州都巡检使，改光禄卿，历知同州、汝州，改光化军。卒年六十八岁。宋太宗废朝，赙钱十万。高保寅在怀州，苏易简、王钦若童年入学；在同州，钱若水为从事；在光化军，张士逊是当地人。高保寅一见都加奖拔，许以远大，议者说他知人。其子高辅政、高辅之、高辅尧、高辅国，并进士及第。高辅政至秘书丞，高辅之至太常丞。